# Ludovico Gelmi
Ludovico Gelmi, né le 2 mai 2001 à Alzano Lombardo en Italie, est un footballeur italien, qui évolue au poste de gardien de but à l'Atalanta Bergame.

## Biographie

### En club
Né à Alzano Lombardo en Italie, Ludovico Gelmi est formé par l'Atalanta Bergame. Avec la Primavera il remporte la Supercoupe d'Italie de la catégorie face aux jeunes de l'ACF Fiorentina (2-1) en 2019 et le championnat en 2020. En 2021 il termine cette fois deuxième avec cette même équipe.
En août 2020 il est promu en équipe première en tant que troisième gardien à la suite de la blessure de Pierluigi Gollini pour les matchs Ligue des Champions.

### En équipe nationale
Ludovico Gelmi est sélectionné avec l'équipe d'Italie des moins de 17 ans pour participer au championnat d'Europe de football des moins de 17 ans 2018, qui est organisée en Angleterre. Lors de ce tournoi il est la doublure d'Alessandro Russo. L'Italie s'incline lors de la finale face aux Pays-Bas après une séance de tirs au but.

## Palmarès
Italie -17 ans
- Finaliste du championnat d'Europe des moins de 17 ans
  - 2018.